# Agrilus indocilis
Agrilus indocilis es una especie de insecto del género Agrilus, familia Buprestidae, orden Coleoptera.
Fue descrita científicamente por Obenberger, en 1931.